# Nicholas Bayly (2e baronnet)
Nicholas Bayly, 2e baronnet (1709 - 9 décembre 1782), est un propriétaire britannique et député.

## Carrière
Bayly est le fils aîné de Edward Bayly (en), 1er baronnet, et de Dorothy, fille d'Oliver Lambart. Il fait ses études au Trinity College de Dublin. Il succède à son père comme deuxième baronnet en 1741, héritant de Plas Newydd près de Llanfairpwllgwyngyll, Anglesey.
Il est élu au Parlement pour Anglesey en 1734, un siège qu'il occupe jusqu'en 1741,, et de nouveau entre 1747 et 1761 et de 1770 à 1774. En 1761, il est nommé Lord Lieutenant d'Anglesey, et le reste jusqu'à peu de temps avant sa mort en 1782.

## Famille
Bayly épouse tout d'abord Caroline Paget, fille du brigadier-général Thomas Paget (général) (décédé en 1741), gouverneur de Minorque, et Mary Whitcombe, en 1737. Ils ont six fils et cinq filles,:
1. Edward, décédé célibataire le 30 juin 1753
2. Henry, qui lui succède comme baronnet
3. Nicholas Bayly (député), décédé le 7 juin 1812, laissant une veuve et dix enfants
4. Thomas, décédé enfant
5. Brownlow, décédé enfant
6. Paget Bayly, né en 1753 et décédé le 15 novembre 1804, il épouse le 25 août 1791 une miss Colepepper et a un fils, décédé le 1er novembre 1801; et deux filles Louisa Augusta, qui épouse en avril 1810 Edward Perrott ; et Rose Maria, qui se marie en décembre 1812 à GA Coleman
7. Mary, décédée le 20 octobre 1790, après avoir épousé Stephen Metcalfe, de Sereby, Lincolnshire
8. Dorothy, décédée le 24 septembre 1764, épouse George Forbes (plus tard le 5e comte de Granard)
9. Caroline, décédée en 1786, célibataire
10. Gertrude, décédée en 1761, célibataire
11. Louisa, née le 4 décembre 1750 et mariée le 6 avril 1789 au capitaine Thomas Poplett[5].

Après le décès de sa première femme le 7 février 1766, il épouse ensuite Anne Hunter. Ils ont un fils Lewis Bayly Wallis (en) en 1775, Lewis ajoute ensuite le nom de famille Wallis et devient général dans l'armée. Bayly meurt en décembre 1782. Son fils aîné de son premier mariage, Henry, qui devient 10e baron Paget par sa mère en 1769 et est plus tard créé comte d'Uxbridge, lui succède. Il est le père de Henry Paget, 1er marquis d'Anglesey, héros de la bataille de Waterloo. Lady Bayly est décédée en mai 1818.